# Waterkrachtcentrale Ķegums
Waterkrachtcentrale Ķegums (Lets:Ķeguma hidroelektrostacija afgekort met Ķeguma HES) ligt bij de stad Ķegums in de rivier de Westelijke Dvina (Lets: Daugava) op 70 kilometer van de monding van de rivier.
Deze centrale heeft zeven turbines met een totale capaciteit van 264,1 Megawatt. Dit is de oudste waterkrachtcentrale van Letland en wordt beheerd door het bedrijf Latvenergo. De centrale bestaat uit twee delen, die gebouwd zijn in verschillende periodes. Het eerste deel (HES-1) ligt aan de rechteroever en is gebouwd tussen 1936 en 1940. Dit gebouw heeft vier kaplanturbines. Het tweede deel (HES-2), aan de linkeroever, is gebouwd tussen 1976 en 1979 en heeft drie turbines. De centrale is tussen 1998 en 2001 geheel gerenoveerd.